# Fantine Thó
Fantine Rodrigues Thó (Barra do Garças, 15 de fevereiro de 1979) é uma cantora, compositora e instrutora de ioga brasilo-nerlandesa. Em 2002 venceu o talent show Popstars e passou a integrar o girl group brasileiro Rouge até 2006, com o qual lançou quatro álbuns de estúdio, Rouge (2002), C'est La Vie (2003), Blá Blá Blá (2004) e Mil e uma Noites (2005), vendendo ao todo 6 milhões de cópias e se tornando o grupo feminino mais bem sucedido do Brasil. Em 2006 formou a banda de rock progressivo Banda Thó com seu irmão Jonathan e alguns amigos, a qual não deu continuidade no fim do ano seguinte, quando casou e mudou-se para os Países Baixos.
Em 25 de novembro de 2009 libera seu primeiro EP, Rise, diretamente na plataforma de streaming SoundCloud. Em 20 de fevereiro de 2015 lança seu primeiro álbum de forma independente, Dusty But New, trazendo nove canções compostas por ela, embora nenhuma tenha sido liberada oficialmente como single Neste mesmo ano se tornou repórter do portal Do Brasil, que realiza reportagens de vídeo para brasileiros que vivem na Europa. Em 2017, volta com o grupo Rouge para inicialmente quatro shows como parte do projeto Chá da Alice, e logo em seguida, iniciando no ano de 2018 uma turnê com o grupo, além de lançar um novo single.

## Biografia

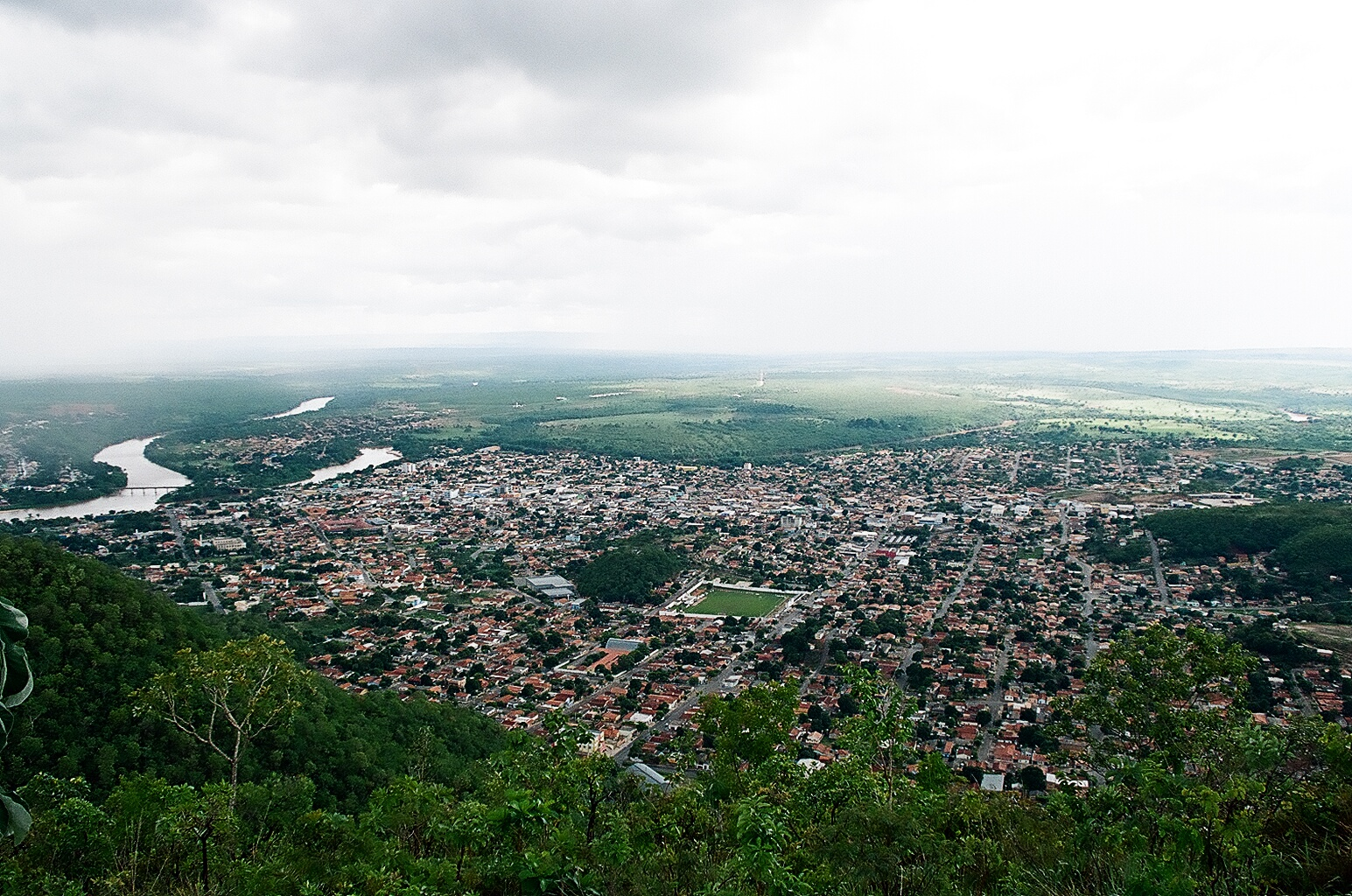
Barra do Garças, município de Mato Grosso, onde Fantine nasceu.

Fantine Rodrigues Thó nasceu em 15 de fevereiro de 1979 na cidade de Barra do Garças, no estado de Mato Grosso, porém pouco ficou no município por seu pai ser piloto de avião e ser constantemente transferido onde pudesse exercer a profissão. Por esse motivo, durante toda a infância se mudou para diversos lugares como Brasília, Goiânia, São Paulo e até mesmo fora do país, em Santiago do Chile, onde ficou até 1990. Na capital chilena passou a fazer aulas de teatro, canto, piano e danças como jazz e sapateado, além de frequentar uma escola americana por seis anos. De volta para o Brasil fixou-se em Palhoça, no estado de Santa Catarina, onde aprendeu também violão e passou a participar de festivais. Em 1995 mudou-se para Campinas, onde, após terminar os estudos, cursou por dois anos a faculdade de Jornalismo antes de tranca-la para se tornar salva-vidas. A partir de 2000 começou a tocar em bares e restaurantes com seu irmão Jonathan. Em 2001 trabalhou no Hopi Hari dançando na atração do velho oeste Saloon.

## Carreira

### 2002–06: Carreira com Rouge

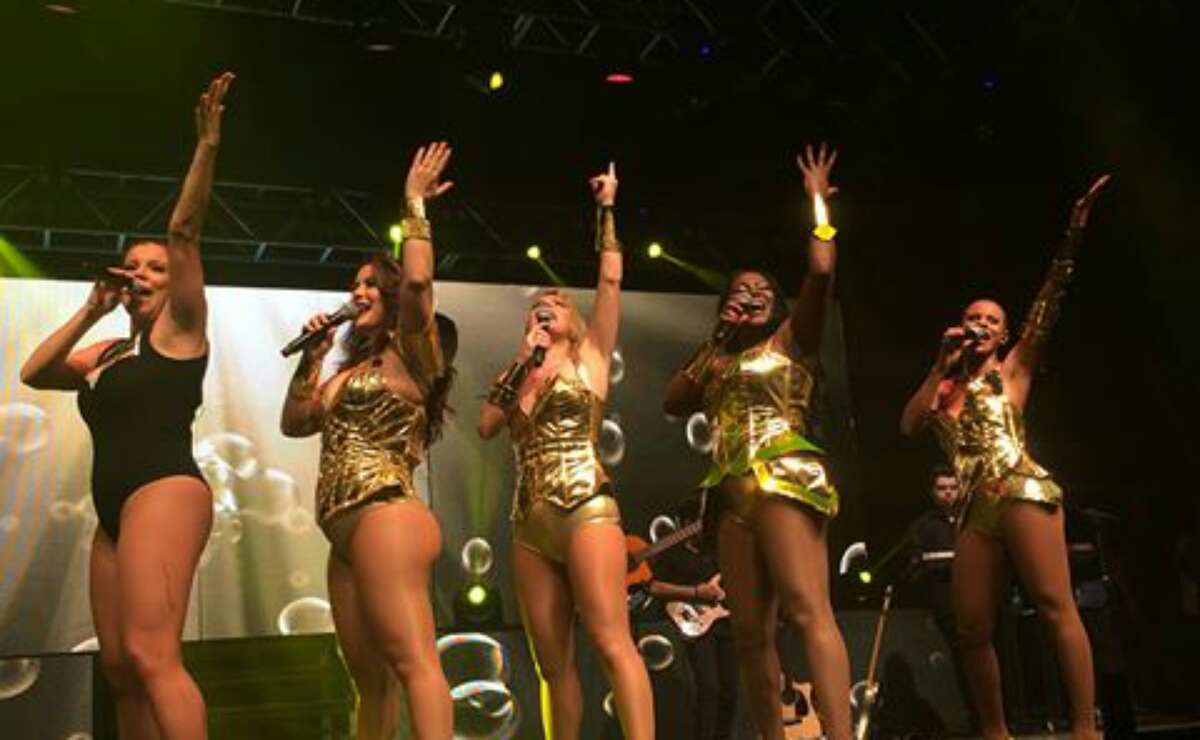
Fantine (primeira à esquerda) durante show do grupo Rouge

Em 2002 Fantine se inscreveu no talent show Popstars, sendo selecionada entre 30 mil inscritas para a segunda fase do programa, onde mais de 6 mil foram classificadas no sambódromo de São Paulo onde fizeram avaliação de canto. Nas fases seguintes, os jurados ficaram cada vez mais exigentes, desta forma, selecionando para as próximas etapas somente as garotas que realmente tinham condições de enfrentar a carreira de popstar. Após 5 fases eliminatórias, apenas 8 garotas foram classificadas para a etapa final que ocorreu na casa das Popstars. Depois da 6ª e última fase eliminatória concluída, o girl group brasileira foi finalmente formada por Fantine, Li Martins, Luciana Andrade, Aline Wirley e Karin Hils. No mesmo ano foi lançado o primeiro álbum em estúdio, o homônimo Rouge, alcançando a primeira posição e vendendo em torno de 2 milhões de cópias, recebendo o certificado de diamante. Sua primeira música de trabalho foi "Não Dá pra Resistir" seguida por "Ragatanga", faixa com participação especial de Las Ketchup, além de "Beijo Molhado" e "Nunca Deixe de Sonhar". Ainda o grupo lançou o álbum remix intitulado Rouge Remixes, vendendo 150 mil cópias, recebendo certificado de ouro, e o álbum de vídeo O Sonho de Ser Uma Popstar, trazendo seu primeiro show.
Em 2003 o grupo lança o segundo álbum, C'est La Vie, vendendo em torno de 100 mil cópias apenas na primeira semana de lançamento e em torno de 1 milhão de cópias ao todo, trazendo como singles "Brilha La Luna", "Um Anjo Veio Me Falar" e "Vem Cair na Zueira". Em 3 de dezembro é lançado o segundo registro de shows do grupo em DVD, intitulado A Festa dos Seus Sonhos. Em 11 de fevereiro de 2004 Luciana anuncia que estava saindo do grupo, alegando a falta de identificação com a sonoridade mais dançante que o grupo estava tomando. Após a saída de Luciana, as quatro integrantes remanescentes prosseguiram e lançaram os álbuns Blá Blá Blá (2004) e Mil e uma Noites (2005). O grupo se separou definitivamente em junho de 2006, quando o contrato com a Sony Music expirou e não foi renovado. Ao longo de quatro anos, o grupo vendeu cerca de 6 milhões de discos, tornando-se o grupo feminino mais bem sucedido do Brasil, e recebeu ao todo, dois discos de ouro, dois discos de platina, um disco de platina duplo e um disco de diamante pela ABPD.

### 2006–16: Carreira solo e yoga

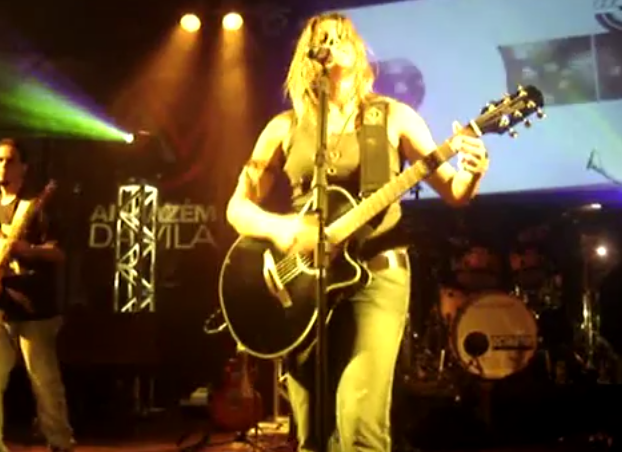
Banda Thó em 2006

Em 2006, buscando distanciar-se do trabalho realizado no grupo e expressar seu próprio estilo musical, Fantine forma a Banda Thó com seu irmão Jonathan e alguns amigos, focando-se no rock. A banda participou de alguns programas de televisão e apresentou em diversos festivais, além de se tornarem número fix nos pubs paulistanos Dublin Live Music e London Station, onde se apresentavam semanalmente. Em 2007 a banda pretendia lançar um álbum, porém Fantine acabou casando-se e anunciando sua gravidez, indo morar na Holanda com seu marido e finalizando os trabalhos com a Banda Thó. Em 9 de maio de 2009, depois de passar o último ano dedicando-se aos primeiros meses de sua filha, lança seu primeiro single como artista solo, "Born Again at Sunrise", de composição própria e focada no indie pop. Nesta época também retornou aos palcos quando passou a se apresentar em casas de shows holandeses ao lado do músico Martijn Niggebrugge, interpretando covers de outros artistas.
Em 25 de novembro liberada o EP Rise diretamente na plataforma de streaming SoundCloud, trazendo as duas faixas de trabalho anteriores, além de três músicas novas gravadas por ela desde o final do Rouge de forma aleatória, porém nunca incluso em um trabalho oficial antes – além de uma versão brasileira de "When We Dance", do cantor britânico Sting, intitulada "Vem Dançar". Em 2011, após dois anos sem dedicar-se a projetos profissionais, foi convidada pela Revista Autismo para se tornar embaixadora da campanha social do Dia Mundial do Autismo daquele ano, lançando a faixa-tema "Até o Fim" em 2 de março, revertendo todo lucro arrecadado com a venda digital desta para instituições beneficentes. Em
23 de novembro libera seu segundo single solo, "Middle of the Night".
Em setembro de 2013 fez uma audição para o talent show holandês The Voice of Holland, no qual três dos quatro técnicos viraram a cadeira para ela, positivando sua apresentação, sendo que ela optou pelo time do cantor Marco Borsato. Fantine, no entanto, foi eliminada da competição durante a fase das batalhas. Em 20 de fevereiro de 2015 lança seu primeiro álbum de forma independente, Dusty But New, trazendo nove canções compostas por ela, embora nenhuma tenha sido liberada oficialmente como single Em 8 julho de 2015 retorna ao Brasil para percorrer diversas cidades com a turnê acústica, Living Room Sessions – um formato inédito no Brasil, baseando-se em apresentações em espaços menores, com um público máximo de 30 pessoas, sentados em volta do artista em almofadas e tapetes, sob luz baixa, criando um clima intimista entre público e interprete.
Em agosto de torna repórter do portal Do Brasil, que realiza reportagens de vídeo para brasileiros que vivem na Europa. Em 14 de agosto lança seu novo single, "My World". Em 2016 funda seu próprio centro de yoga, o Atma Mutriba Group, no qual passou a ser instrutora.

### 2017–2019: Retorno ao Rouge
Em agosto de 2017, após comemorar 15 anos do grupo Rouge num post em seu Instagram oficial, rumores começaram a circular que as cantoras poderiam estar planejando um retorno com a formação original. No dia 13 de setembro do mesmo ano, foi anunciado que o grupo retornaria para comemoração dos 15 anos com inicialmente um show na festa Chá da Alice. Os ingressos para apresentação se esgotaram após três horas, e eventualmente mais três shows foram anunciados. No mês seguinte, foi decretado o retorno oficial do grupo, com anúncio de novas canções, um DVD, além de uma turnê para o ano de 2018. Em janeiro de 2018, o grupo deu início à turnê Rouge 15 Anos, além de ter lançado o novo single, "Bailando", que permaneceu em primeiro lugar por quatro dias no iTunes.

### 2020–presente:Believe!, Pele e Alma
Em 2020, Fantine retorna sua carreira solo e lança os single Believe! e Wonder. Em 2021 lança uma canção chamada agradeço, que faz parte do segundo album Pele e Alma, lançado em 2022.

## Vida pessoal
Durante o Carnaval do Rio de Janeiro, em 2004, teve um rápido romance com Fly; conhecido por ser o coreográfo de Xuxa. Em 2005, durante apresentação em Porto Alegre, conheceu o sonoplasta neerlandês Nick van Balen, que estava no Brasil trabalhando na turnê da banda Cake, iniciando um namoro pouco tempo depois. Em 13 de julho de 2007 anunciou que havia se casado com Nick e estava grávida há cinco meses. Em setembro Thó se muda para Haia, nos Países Baixos, onde passou a viver desde então. Logo após, em 11 de novembro, nasce sua filha, Christine. Em 2013 anuncia sua separação após seis anos de casamento.
Thó citou Sting, Sade, Rick Wakeman, Pat Metheny, Daniela Mercury, Madonna e Spice Girls como algumas de suas maiores influências musicais.

## Discografia

### Álbuns de estúdio
| Álbum                                | Detalhes                                                                                     |
| ------------------------------------ | -------------------------------------------------------------------------------------------- |
| Dusty But New                        | - Lançamento: 20 de fevereiro de 2012 - Formatos: Download digital - Gravadora: Independente |
| Pele e Alma (com Alessandro De Rosa) | - Lançamento: 22 de fevereiro de 2022 - Formatos: Download digital - Gravadora: Independente |

### Extended plays(EPs)
| Álbum               | Detalhes                                                                                    |
| ------------------- | ------------------------------------------------------------------------------------------- |
| Born Again          | - Lançamento: 20 de dezembro de 2008 - Formatos: Download digital - Gravadora: Independente |
| 1999 (com John Thó) | - Lançamento: 9 de novembro de 2009 - Formatos: Download digital - Gravadora: Independente  |

### Singles
Como artista principal
| Título                                 | Ano  | Álbum                         |
| -------------------------------------- | ---- | ----------------------------- |
| "Born Again at Sunrise"                | 2008 | Born Again                    |
| "Middle of the Night"                  | 2009 | Born Again                    |
| "Até o Fim"                            | 2011 | Não adicionado à nenhum álbum |
| "Vem Dançar"                           | 2011 | Não adicionado à nenhum álbum |
| "My World"                             | 2015 | Não adicionado à nenhum álbum |
| "Believe!"                             | 2020 | Não adicionado à nenhum álbum |
| "Wonder" (part. Bhanumathi Narasimham) | 2020 | Não adicionado à nenhum álbum |
| "Agradeço" (com Alessandro De Rosa)    | 2021 | Pele e Alma                   |
| "Gurudev Shankara"                     | 2022 | Não adicionado à nenhum álbum |

Como artista convidada
| Título                                                                             | Ano  | Álbum                         |
| ---------------------------------------------------------------------------------- | ---- | ----------------------------- |
| "Revolution" (Bubble Gum part. Fantine Thó)                                        | 2016 | Não adicionado à nenhum álbum |
| "Roxanne (Every Little Thing She Does is Magic)" (Daniel Baeder part. Fantine Thó) | 2020 | Não adicionado à nenhum álbum |

### Outras aparições
| Título               | Ano  | Álbum                                  |
| -------------------- | ---- | -------------------------------------- |
| "Só Falam de Mim"    | 2007 | Bratz: O Filme                         |
| "Fabulosa"           | 2007 | Bratz: O Filme                         |
| "Glam"               | 2007 | Dance Dance Dance                      |
| "Leave the Light On" | 2013 | The Voice Holland: The Blind Auditions |
| "Happy"              | 2013 | The Best of The Voice Unplugged        |

### Videoclipes
| Título                  | Ano  | Álbum              |
| ----------------------- | ---- | ------------------ |
| "Born Again at Sunrise" | 2009 | Everson Vilela     |
| "Até o Fim"             | 2011 | Marco Rodrigues    |
| "Middle Of The Night"   | 2011 | Toni Martin        |
| "Oceans Hillsong"       | 2014 | Claudia Fjellström |
| "My World"              | 2016 | Jean Dolabella     |

## Filmografia

### Televisão
| Ano  | Título               | Cargo / Personagem | Nota                    |
| ---- | -------------------- | ------------------ | ----------------------- |
| 2002 | Popstars             | Participante       | Temporada 1             |
| 2002 | Rouge: A História    | Apresentadora      |                         |
| 2003 | Romeu e Julieta      | Amiga de Julieta   | Especial de fim de ano  |
| 2005 | Floribella           | Ela mesma          | Episódio: "14 de julho" |
| 2013 | The Voice of Holland | Participante       | Temporada 4             |

### Internet
| Ano     | Título    | Cargo    |
| ------- | --------- | -------- |
| 2015–16 | Do Brasil | Repórter |

### Cinema
| Ano  | Título                            | Personagem |
| ---- | --------------------------------- | ---------- |
| 2003 | Xuxa Abracadabra                  | Ela mesma  |
| 2005 | Eliana em O Segredo dos Golfinhos | Ela mesma  |

## Turnês
- Living Room Concerts (2015–2016)[22]